# Patrick Maudick
Patrick Maudick est une série de bande dessinée mêlant policier et fantastique créée par le Français Patrick Dumas et publiée entre 1980 et 1984 dans des publications de Glénat.
Selon l'encyclopédiste Patrick Gaumer, « malgré quelques faiblesses graphiques, cette série mêlant les intrigues policières et fantastiques se veut un vibrant hommage à l'œuvre d'Edgar P. Jacobs ».

## Publications

### Périodiques
- Les Oiseaux du diable, dans Circus no 27-33, 1980.
- Les Méandres du temps, dans Gomme no 7-14, 1982-1983.
- La Nuit de l'Araignée, dans Gomme no 21-26, 1983-1984.

### Albums
- Une aventure de Patrick Maudick, Glénat :

1. Les Oiseaux du diable, 1981  (ISBN 2-7234-0200-2).
2. Les Méandres du temps, 1983  (ISBN 2-7234-0379-3).